# Trigonocidaris
Trigonocidaris is een geslacht van zee-egels, en het typegeslacht van de familie Trigonocidaridae. De wetenschappelijke naam van het geslacht werd in 1869 voorgesteld door Alexander Agassiz.

## Soorten
Ondergeslacht Trigonocidaris
- Trigonocidaris albida A. Agassiz, 1869
- Trigonocidaris albidioides A. Agassiz & H.L. Clark, 1907
- Trigonocidaris indica Mortensen, 1942
- Trigonocidaris micropora Mortensen, 1942
- Trigonocidaris monolini A. Agassiz, 1879
- Trigonocidaris nitidus (Döderlein, 1905)
- Trigonocidaris radiata Mortensen, 1942
- Trigonocidaris sculptus (Mortensen, 1942)
- Trigonocidaris versicolor Koehler, 1927

Ondergeslacht Tuberculocidaris
- Trigonocidaris tuberculata Markov, 1989